# 鈴木誉志男
鈴木 誉志男（すずき よしお、1942年3月23日 - ）は、茨城県那珂郡勝田町（現・ひたちなか市）出身の実業家。サザコーヒー創業者・会長。息子の鈴木太郎はサザコーヒー代表取締役社長。

## 経歴
1942年（昭和17年）3月23日に茨城県那珂郡勝田町（現・ひたちなか市）に生まれた。父親は勝田宝塚劇場の経営者だった鈴木富治。1964年（昭和39年）に東洋大学法学部法律学科を卒業。1966年（昭和41年）には株式会社東京楽天地に入社し、江東楽天地の興行プロデューサーとなった。1969年（昭和44年）に郷里に戻ると、勝田宝塚劇場の一角に7坪・15席の珈琲店 且座（さざ）を開店させた。専門雑誌でコーヒーの焙煎方法について学び、日本国外のコーヒー生産地を訪れて勉強に励んだ。
1972年（昭和47年）に代表取締役社長に就任した。1991年（平成3年）には株式会社サザコーヒーへ社名を変更。1996年（平成8年）には勝田信用組合の理事長に就任した。1998年（平成10年）にはコロンビア・カウカ県にサザコーヒー農園を開設した。2005年（平成17年）には株式会社サザコーヒーの代表取締役会長に就任した。2010年（平成22年）にはひたちなか商工会議所会頭に就任した。

## 役職
- 日本コーヒー文化学会理事[1][3]
- 東日本コーヒー組合理事[1]
- 金沢大学非常勤講師[3]
- 中川調理師専門学校非常勤講師[3]
- 勝田信用組合理事長[1][3]
- ひたちなか商工会議所会頭[1]
- ひたちなか観光物産協会会長[1]

## テレビ出演
- 日経スペシャル カンブリア宮殿 地方発　奇跡のコーヒー店 理想のコーヒーを追求する親子の感動物語（2019年1月17日、テレビ東京）[5]

## 書籍

### 著書
- 『コーヒー 味と文化の旅』（1989年12月、サザコーヒー）
- 『日本人のコーヒー店 成功する地縁ビジネス』（2003年9月29日、柴田書店）ISBN 9784388059324

### 共著
- 『コーヒーの事典』（編者:日本コーヒー文化学会）（2001年12月15日、柴田書店）ISBN 9784388353071

### 監修
- 『「タコ日本一」宣言 魚のおいしいまちづくりへの挑戦』（著者:二平章、千葉信一 ほか）（2015年3月、ひたちなか商工会議所）

### 関連書籍
- 『20年続く人気カフェづくりの本 茨城・勝田の名店「サザコーヒー」に学ぶ』（著者:高井尚之）（2017年11月1日、プレジデント社）ISBN 9784833422505